# نیشنواید
نیشنواید (انگلیسی: Nationwide) شرکت خدمات مالی و بانکداری بریتانیایی است، که در سال ۱۸۴۶ تأسیس شد.